# 久保亘
久保亘（1929年1月15日—2003年6月24日），日本政治人物。曾任参議院議員（4期）、鹿兒島縣議會議員（3期）、副總理（第1次橋本内閣）、大藏大臣（第92代）、日本社會黨書記長、社會民主黨副党首、民主改革聯合最高顧問、民主黨参議院議員会長等職務。
| 議會席位          | 議會席位                                     | 議會席位              |
| ----------------- | -------------------------------------------- | --------------------- |
| 前任： 赤桐操     | 参議院懲罰委員長 1990年 - 1991年             | 繼任： 対馬孝且       |
| 前任： 対馬孝且   | 参議院社会労働委員長 1979年 - 1980年         | 繼任： 片山甚市       |
| 官衔              |                                              |                       |
| 前任： 橋本龍太郎 | 国務大臣（副総理） 1996年                    | 繼任： 菅直人         |
| 前任： 武村正義   | 大蔵大臣 第92代：1996年                      | 繼任： 三塚博         |
| 政党职务          |                                              |                       |
| 前任： 本岡昭次   | 民主党参議院議員会長 第3代 : 2000年 - 2001年 | 繼任： 角田義一       |
| 前任： 赤松広隆   | 日本社会党書記長 第14代 : 1993年 - 1996年    | 繼任： 改為社會民主黨 |